# TCOS
Das TeleSec Chipcard Operating System (TCOS) ist das Chipkarten-Betriebssystem der T-Systems für Anwendungen, bei denen die Sicherheit der Chip-Anwendung Priorität hat. TCOS kann im kontaktbehafteten und im kontaktlosen Betrieb genutzt werden und zielt anders als etwa das für die Kreditwirtschaft entwickelte SECCOS nicht auf einen bestimmten Anwendungskontext.
TCOS wird seit 1991 durch Telesec nach den Anforderungen aus der Standardisierung nach ISO 7816 entwickelt. Aktuell ist Version 4.0.
Auf TCOS basieren verschiedene nach ITSEC und Common Criteria evaluierten Chipkarten und chipgestützten Produkte. Die erste 1997 in Deutschland nach dem Signaturgesetz bestätigte Chipkarte der Deutschen Telekom AG basierte auf TCOS 2.0 und wurde nach ITSEC E4 evaluiert.

## Anwendungen
TCOS wird in verschiedenen Anwendungen als Chipkarten-Betriebssystem genutzt: 
- Beim neuen deutschen elektronischen Reisepass mit eingebautem berührungslosen Chip mit Antenne (RFID).
- Unter dem Namen TCOS-eHealth als Plattform für die elektronische Gesundheitskarte durch die gematik zugelassen.
- Für sichere Signaturerstellungseinheiten zur Erzeugung fortgeschrittener und qualifizierter elektronischer Signaturen nach dem deutschen Signaturgesetz.
- Für elektronische Fahrschein- und Bonussysteme.
- Für multifunktionale Unternehmensausweise (Company-Cards), bei denen die Karten für die Zutrittskontrolle, Zeiterfassung, Bezahlung in Kantinen, Rechner-Zugang und als Sichtausweis genutzt werden.
- Beim neuen deutschen Personalausweis, welcher seit dem 1. November 2010 an deutsche Staatsbürger ausgegeben wird.
- Betriebssystem des seit 1. September 2011 eingeführten elektronischen Aufenthaltstitels für die Bundesrepublik Deutschland (eAT).
- Bei Software von DATEV.